# Zornia adenophora
Zornia adenophora är en ärtväxtart som först beskrevs av Karel Domin, och fick sitt nu gällande namn av Robert H Mohlenbrock. Zornia adenophora ingår i släktet Zornia och familjen ärtväxter. Inga underarter finns listade i Catalogue of Life.